# Juhani Ruotsalainen
Kari Eemil Juhani Ruotsalainen (ur. 1 kwietnia 1948 w Iisalmi, zm. 17 listopada 2015) – fiński skoczek narciarski, olimpijczyk z 1968.

## Kariera
W 1967 wygrał Turniej Szwajcarski. Na początku następnego roku wziął udział w 16. Turnieju Czterech Skoczni, nie startując jednak w Oberstdorfie. Najlepszą pozycją w pojedynczym konkursie była 29. w Ga-Pa. W pozostałych plasował się poza pierwszą pięćdziesiątką. Następnie wyjechał do Francji na igrzyska w Grenoble. Wziął udział w dwóch konkursach indywidualnych – na skoczni normalnej był 39., zaś na dużej 50. Podczas 17. Turnieju Czterech Skoczni we wszystkich zawodach zajmował miejsca w pierwszej „dwudziestce” i zapewnił sobie 13. miejsce w klasyfikacji całego cyklu. Dwa lata później zajął 34. miejsce, a najlepszą pozycją była 18. w Oberstdorfie. W 1972 wziął udział w mistrzostwach świata w lotach w Planicy. Uplasował się tam na czwartej pozycji, oddając skoki na 131 m i 140 m. Do podium zabrakło mu 2,5 pkt. W 21. TCS, swoim ostatnim, zajął 26. miejsce.

## Igrzyska olimpijskie
| Miejsce | Dzień     | Rok  | Miejscowość | Konkurs                         | Skok 1 | Skok 2 | Wynik     | Strata    | Zwycięzca          |
| ------- | --------- | ---- | ----------- | ------------------------------- | ------ | ------ | --------- | --------- | ------------------ |
| 39.     | 11 lutego | 1968 | Grenoble    | Skocznia normalna indywidualnie | 70 m   | 68 m   | 184,4 pkt | -32,1 pkt | Jiří Raška         |
| 50.     | 18 lutego | 1968 | Grenoble    | Skocznia duża indywidualnie     | 78 m   | 80,5 m | 149,2 pkt | -82,1 pkt | Władimir Biełousow |

## Mistrzostwa świata w lotach narciarskich
| Miejsce | Dzień    | Rok  | Miejscowość | Skocznia  | Punkt K | Skok 1 | Skok 2 | Wynik     | Strata  | Zwycięzca      |
| ------- | -------- | ---- | ----------- | --------- | ------- | ------ | ------ | --------- | ------- | -------------- |
| 39.     | 26 marca | 1972 | Planica     | Velikanka | K-165   | 131 m  | 140 m  | 376,5 pkt | -51 pkt | Walter Steiner |

## Turniej Czterech Skoczni
| 16. Turniej Czterech Skoczni |                        |           |               |       |
| Oberstdorf                   | Garmisch-Partenkirchen | Innsbruck | Bischofshofen | klas. |
| -                            | 29                     | 51        | 73            | ?     |
| 17. Turniej Czterech Skoczni |                        |           |               |       |
| Oberstdorf                   | Garmisch-Partenkirchen | Innsbruck | Bischofshofen | klas. |
| 15                           | 11                     | 16        | 18            | 13.   |
| 19. Turniej Czterech Skoczni |                        |           |               |       |
| Oberstdorf                   | Garmisch-Partenkirchen | Innsbruck | Bischofshofen | klas. |
| 18                           | 56                     | 31        | 36            | 34.   |
| 21. Turniej Czterech Skoczni |                        |           |               |       |
| Oberstdorf                   | Garmisch-Partenkirchen | Innsbruck | Bischofshofen | klas. |
| 31                           | 14                     | 49        | 15            | 26.   |